# Тухачевський Михайло Миколайович
Миха́йло Микола́йович Тухаче́вський (4 (16) лютого 1893, село Олександрівське, нині село Следнєво Сафоновського району Смоленської області, Російська Федерація — 12 червня 1937, Москва) — радянський військовий діяч, воєначальник Червоної армії часів Громадянської війни в Росії, воєнний теоретик, Маршал Радянського Союзу (20.11.1935). Кандидат у члени ЦК ВКП(б) у 1934—1937 роках. Репресований та розстріляний в червні 1937 року.

## Життєпис
Народився в маєтку Олександрівське Смоленської губернії Російської імперії (нині с. Следнєво Сафоновського району Смоленської області, РФ) в родині поміщика, дворянин. У 1909 році закінчив 5 класів 11-ї Пензенської гімназії.
У 1912 році закінчив 1-й Московський імператриці Катерини ІІ кадетський корпус, у липні 1914 року — Олександрівське військове училище в Москві; підпоручик (12.07.1914).
Брав участь у Першій світовій війні. Під час Першої світової війни з липня 1914 року служив підпоручиком Лейб-гвардії Семеновського полку, командував ротою. У січні 1915 року потрапив у німецький полон у боях в Польщі. У полоні утримувався в одному концтаборі разом з майбутнім французьким президентом Шарлем де Голлем. У серпні 1917 року втік з полону і добрався до Росії через нейтральні країни.
У лютому — квітні 1918 року — співробітник Військового відділу ВЦВК у Москві. Член РКП(б) з квітня 1918 року. 
Воював з білогвардійцями та з поляками. У січні — лютому 1918 року — помічник командувача Південного фронту РСЧА. У квітні — червні 1918 року — комісар оборони Московського району. З 26 червня 1918 по 4 січня 1919 року командував 1-ю армією Східного фронту РСЧА. 24 січня — 15 березня 1919 року — командувач 8-ї армії Південного фронту в боях із Красновим. 5 квітня — 25 листопада 1919 року — командувач 5-ї армії Східного фронту РСЧА в боях із Колчаком. За перемогу над ним нагороджений Почесною революційною зброєю.
У листопаді 1919 — січні 1920 року — командувач 13-ї армії Південного фронту, але до виконання обов'язків не приступив. 31 січня — 24 квітня 1920 року — командувач військ Кавказького фронту РСЧА. На Північному Кавказі Тухачевський не зміг розгромити Денікіна і перешкодити евакуації його військ у Крим.
29 квітня 1920 — 25 серпня 1921 року — командувач військ Західного фронту. Під час Польсько-радянської війни 1920 року війська Тухачевського після контрнаступу були розбиті в битві на Німані. У цей час вперше мав конфлікт зі Сталіним, вони звинувачували один одного у програші під Варшавою.
З 5 по 19 березня 1921 року — командувач 7-ї армії Західного фронту під час ліквідації Кронштадтського повстання. З 27 квітня по червень 1921 року командував військами РСЧА Тамбовського району та придушенням Тамбовського повстання. За наказом Голови Ради праці та оборони В. Ульянова 12 червня 1921 року підписав наказ № 0116 про застосування проти повстанців хімічної зброї.
У серпні 1921 — січні 1922 року — начальник Військової академії Штабу РСЧА. 24 січня 1922 — 8 квітня 1924 року — командувач військ Західного фронту в Смоленську. У травні 1924 — лютому 1925 року — помічник начальника Штабу РСЧА. 7 лютого — 13 листопада 1925 року — командувач військ Білоруського військового округу в Смоленську.
Критикував стан Червоної армії, зокрема неініціативність командирів та відсутність тилу. Був прихильником модернізації армії (хоча висував шалені плани щодо технічного оснащення) та теорії глибокої операції. Тоді почався конфлікт з Ворошиловим, який пізніше переріс у протистояння двох груп командувачів. 
7 лютого 1925 — 20 червня 1934 року — член Революційної військової ради (РВР) СРСР.
У листопаді 1925 — 5 травня 1928 року — начальник Штабу РСЧА.
5 травня 1928 — червень 1931 року — командувач військ Ленінградського військового округу.
11 червня 1931 — 20 червня 1934 року — заступник народного комісара з військових і морських справ СРСР, заступник голови РВР СРСР, начальник озброєнь РСЧА. У цей час займався реформуванням Червоної армії.
20 червня 1934 — 1936 року — 2-й заступник народного комісара, в 1936 — 9 травня 1937 року — 1-й заступник народного комісара оборони СРСР. Одночасно в 1936—1937 роках — начальник Управління бойової підготовки РСЧА.
У 1935 р. Тухачевському присвоєно звання Маршал Радянського Союзу, таким чином, він став наймолодшим із п'яти перших радянських маршалів. Та, своєю смертю померли лише двоє з них — Будьонний та Ворошилов. Решту знищили фізично ще до початку Другої світової війни. Для прикладу можна навести справжній інтелектуальний рівень одного з тих маршалів — Михайла Тухачевського. Авантюрні, абсолютно нереальні з економічної точки зору плани Тухачевського щодо негайного забезпечення «червоної армії» танками в кількості 50 — 100 тисяч штук протягом буквально кількох років, а також інші нісенітниці у військовій теорії й практиці вкупі зі спробами похизуватися у великій політиці обумовили його подальшу долю — Тухачевського, як і багатьох інших подібних до нього «полководців», які більше займалися політиканством, а не справжніми військовими справами[джерело?], та, що гірше — ще й були креатурою Троцького[джерело?], суперника Сталіна в боротьбі за верховну владу, розстріляли протягом 1937—1938 років, причому Тухачевський, Якір, Примаков були одні з перших.
У травні 1937 року звільнений з посади заступника народного комісара оборони СРСР та призначений 13 травня 1937 року командувачем військ Приволзького військового округу. Заарештований 22 травня 1937 року в Куйбишеві і доставлений до Москви. Разом з Якіром, Уборевичем, Путною, Корком, Примаковим, Ейдеманом та Фельдманом 11 червня 1937 року засуджений до розстрілу за «організацію військово-фашистської змови в РСЧА», розстріляний в підвалі Лефортовської в'язниці Москви наступного дня. Похований на Донському цвинтарі Москви.
Реабілітований Тухачевський 31 січня 1957 року, поновлений в партії 27 лютого 1957 року — в цьому був особисто зацікавлений Микита Хрущов, який намагався з Тухачевського та інших «світочів думки» створити образ «безневинно потерпілих» за роки культу особи Сталіна й навіть створити новий культ цих «мучеників»[джерело?] — бо наприкінці правління Хрущова розробляли проєкт величного пам'ятника Тухачевському в центрі Москви, та раптове усунення Хрущова від влади наприкінці 1964 року назавжди поховало ці сподівання, бо новий керівник, Леонід Брежнєв, мав дещо інші пріоритети. Та все одно за роки так званого «застою» й пізнішої «перебудови» міф про «безневинно потерпілих військових геніїв за часів культу особи Сталіна»[джерело?] залишився в СРСР як офіційна догма й навіть перейшов у деякі «пострадянські» країни так званого СНД — ім'ям маршала Тухачевського й зараз названо чимало вулиць в Росії, в Білорусі, а до 2016 року — й в Україні (щоправда, на окупованих Росією територіях Донеччини, Луганщини й Криму ця топоніміка збереглася).

## Нагороди
- Орден Святого Володимира IV ступеня з мечами та бантом (від 28 жовтня 1914)
- Орден Святої Анни II ступеня з мечами (від 13 травня 1915)
- Орден Святої Анни III ступеня з мечами і бантом (від 9 лютого 1915)
- Орден Святого Станіслава III ступеня з мечами і бантом (від 9 лютого 1915)
- Орден Святої Анни IV ступеня (від 15 вересня 1915)
- Орден Леніна (21.02.1933)
- Орден Червоного Прапора (7.08.1919)
- Почесна революційна зброя (17.12.1919)